# Teluk Beringin (Gunung Toar)
Teluk Beringin is een bestuurslaag in het regentschap Kuantan Singingi van de provincie Riau, Indonesië. Teluk Beringin telt 1325 inwoners (volkstelling 2010).